# Loukovec
Loukovec is een Tsjechische gemeente in de regio Midden-Bohemen, en maakt deel uit van het district Mladá Boleslav.
Loukovec telt 270 inwoners (2006).
Bakov nad Jizerou ·
Bělá pod Bezdězem ·
Benátky nad Jizerou ·
Bezno ·
Bílá Hlína ·
Bítouchov ·
Boreč ·
Boseň ·
Bradlec ·
Branžež ·
Brodce ·
Březina ·
Březno ·
Březovice ·
Bukovno ·
Ctiměřice ·
Čachovice ·
Čistá ·
Dalovice ·
Dlouhá Lhota ·
Dobrovice ·
Dobšín ·
Dolní Bousov ·
Dolní Krupá ·
Dolní Slivno ·
Dolní Stakory ·
Domousnice ·
Doubravička ·
Horky nad Jizerou ·
Horní Bukovina ·
Horní Slivno ·
Hrdlořezy ·
Hrušov ·
Husí Lhota ·
Charvatce ·
Chocnějovice ·
Chotětov ·
Chudíř ·
Jabkenice ·
Jivina ·
Jizerní Vtelno ·
Josefův Důl ·
Katusice ·
Klášter Hradiště nad Jizerou ·
Kluky ·
Kněžmost ·
Kobylnice ·
Kochánky ·
Kolomuty ·
Koryta ·
Kosmonosy ·
Kosořice ·
Košátky ·
Kováň ·
Kovanec ·
Krásná Ves ·
Krnsko ·
Kropáčova Vrutice ·
Ledce ·
Lhotky ·
Lipník ·
Loukov ·
Loukovec ·
Luštěnice ·
Mečeříž ·
Mladá Boleslav ·
Mnichovo Hradiště ·
Mohelnice nad Jizerou ·
Mukařov ·
Němčice ·
Nemyslovice ·
Nepřevázka ·
Neveklovice ·
Niměřice ·
Nová Telib ·
Nová Ves u Bakova ·
Obrubce ·
Obruby ·
Pěčice ·
Pětikozly ·
Petkovy ·
Písková Lhota ·
Plazy ·
Plužná ·
Prodašice ·
Předměřice nad Jizerou ·
Přepeře ·
Ptýrov ·
Rabakov ·
Rohatsko ·
Rokytá ·
Rokytovec ·
Řepov ·
Řitonice ·
Sedlec ·
Semčice ·
Sezemice ·
Skalsko ·
Skorkov ·
Smilovice ·
Sojovice ·
Sovínky ·
Strašnov ·
Strážiště ·
Strenice ·
Sudoměř ·
Sukorady ·
Tuřice ·
Ujkovice ·
Velké Všelisy ·
Veselice ·
Vinařice ·
Vinec ·
Vlkava ·
Vrátno ·
Všejany ·
Zdětín ·
Žďár ·
Žerčice ·
Židněves